# Cydista
Cydista é um género botânico pertencente à família Bignoniaceae.

## Sinonímia
Levya

### Espécies
Apresenta 22 espécies:
Cydista amoena Cydista analoga Cydista aequinoctialis
Cydista blanda Cydista bracteomana Cydista decora
Cydista difficilis Cydista diversifolia Cydista eximia
Cydista heterophylla Cydista incarnata Cydista lilacina
Cydista magnifica Cydista picta Cydista potosina
Cydista praepensa Cydista pubescens Cydista rubicunda
Cydista sarmentosa Cydista seemanni Cydista spectabilis
Cydista vargasiana